# Sithonia
Sithonia (græsk: Σιθωνία), også kendt som Longos, er en halvø i Chalkidiki, som selv ligger på en større halvø i Grækenland. Kassandra-halvøen ligger vest for Sithonia og Athos-halvøen mod øst. Sithonia er også en kommune, der dækker Sithonia-halvøen. Kommunens sæde er byen Nikiti.

## Geografi
Bugter, der omgiver halvøen, er Singitiske Golf mod øst og Toronæiske Golf mod vest. Bjergene Itamos og Dragoudelis ligger i midten af halvøen. Landskabet er dækket af vinmarker, skove, græsarealer, buskadser og bjerge. Blandt de mange historiske steder i Sithonia er den antikke by, slottet og kirken Agios Athanasios i Toroni, vindmøllerne i Sykia og kirken fra det 16. århundrede i Nikiti.
I den nordlige del af halvøen ligger de populære strande Ai Giannis, Kalogria, Elia og Lagomandra på vestkysten og Livrochios, Karidi, Kavourotripes og Platanitsi på østkysten. Strandene i den sydlige del omfatter Azapiko, Tristinika, Kalamitsi og Kriaritsi.
Porto Koufo, er den største naturlige havn i Grækenland, som er nævnt af Thukydid som den "hule havn". Sydpå, fra havnens udgang, ligger Kartalia, den sydligste del af Sithonia, et meget imponerende område med afsondrede klippestrande.
De vigtigste landsbyer på halvøen er Nikiti, Neos Marmaras, Parthenonas, Sarti, Sykia, Vourvourou og Agios Nikolaos.
Midt på halvøen Sithonia, nær landsbyen Neos Marmaras, ligger feriestedet Porto Carras hvor der holdtes EU-topmøde i 2003. Om sommeren er der særligt travlt i havneområderne Neos Maramaras, Nikiti og Sarti.

## Kommune
Kommunen Sithonia blev dannet ved kommunalreformen i 2011 ved sammenlægning af følgende 2 tidligere kommuner, der blev til kommunale enheder: 
- Sithonia
- Toroni

Kommunen har et areal på 516,8 km2, den kommunale enhed 322,9 km2 .